# Thomas Becket
Thomas Becket (født ca. 1115 i Cheapside i London, død 29. december 1170) var Henrik 2. af Englands rigskansler og ærkebiskop af Canterbury fra 1162 til sin død. Han blev myrdet i Canterbury-katedralen.
I 2006 spurgte BBC History magazine historikere om "tidernes værste brite". Becket kom på andenplads efter Jack the Ripper.

## Baggrund
Becket var af fransk slægt, søn af Gilbert og Matilda, der forlod Normandiet efter normannernes erobring af England. Beckets far var købmand med gode forbindelser, men familien var ikke udpræget velstående eller indflydelsesrig. Becket var født på festdagen for Sankt Thomas, og blev derfor opkaldt efter ham. I tiårsalderen begyndte Becket som elev i augustinerordenens Merton-kloster og gik senere i latinskole i London; måske den, der tilhørte Skt. Pauls-katedralen.
I pinsen 1133 brød en enorm bybrand ud i London, ifølge overleveringen enten på London Bridge eller hjemme hos Beckets forældre, som derefter kom i trange kår. Muligvis var Becket en tid i Paris, hvor der endnu ikke fandtes noget universitet, men diverse skoler. Noget spor har han imidlertid ikke efterladt sig. Omkring 1140 blev han ansat hos en af sin fars forbindelser, Osbert Huitdeniers (= Eightpence). Osbert havde kontakter ved hoffet, og Becket arbejdede for ham i to-tre år som sekretær og regnskabsfører. Derefter tjente han som skriver hos den daværende ærkebiskop af Canterbury, Theobald.
Ærkebiskop Theobald sendte Becket til Auxerre og universitetet i Bologna for at studere civilret og kirkeret, og Becket var flere gange i Rom som ærkebiskoppens udsendte. I 1154 gjorde Theobald ham til ærkediakon.

## Rigskansler
I 1155 anbefalede ærkebiskop Theobald kong Henrik 2. en udnævnelse af Becket til rigskansler. Becket og kongen blev hurtigt gode venner, gik på jagt sammen og foretog rejser landet rundt. Becket trivedes som en fisk i vandet ved hoffet og aflagde jævnligt besøg i Frankrig med sine egne skibe.

### Ærkebiskop
I 1161 døde ærkebiskop Theobald, og Henrik 2. sørgede for at få sin ven Becket indsat som Theobalds efterfølger. Becket var dermed religiøst overhoved for England. Kong Henrik havde lagt et stort arbejde i at skaffe retssikkerhed for alle i landet. Her dannede kirken en undtagelse med sine egne love og egne domstole. En præst kunne gøre sig skyldig i drab og voldtægt, men alligevel slippe for straf ved at påberåbe sig benefit of clergy, dvs. retten til at prøves for biskoppens domstol. Der risikerede han ikke noget værre end streng revselse og i sjældne tilfælde at udstødes af kirken. Straks Becket blev ærkebiskop, ændrede han nærmest personlighed som efter en religiøs omvendelse. Fra da af gik han i en tunika af sækkelærred og spiste og drak så mådeholdent som en fattig landsbypræst med vand som eneste drikke. (Denne diæt kan dog skyldes hans tilbøjelighed til tyktarmsbetændelse.) Han og kongen forblev venner til de blev uenige om gejstlighedens privilegier. Kong Henrik stod fast på, at kirken var underlagt landets lov, mens Becket stod ligeså stejlt på, at kirken stod over loven.
I oktober 1163 prøvede kong Henrik i Westminster at sætte de andre biskopper op mod Becket i håb om at sikre regeringens traditionelle rettigheder overfor kirken. Mens han var på Northampton-slottet, indkaldte han Becket til et møde uden for byen. Kong Henrik skal have sagt til Becket: "Har jeg ikke oprejst dig fra en fattig og lav stilling til den højeste rang og ære...og du er ikke kun utaknemlig, men trodser mig i alt." De to talte i en times tid, til kongen tabte tålmodigheden og red bort. I 1164 kom Clarendon-lovene, hvor kongen forsøgte at få reguleret forholdet mellem stat og kirke.

### Retssag og dom
I 1164 var kong Henrik tilbage i Northampton, hvor han indkaldte Becket til et møde på slottet 8. oktober. Becket var beskyldt for at være udeblevet fra en retssag, anlagt mod ham af adelsmanden John Marshal, efter at Becket havde beslaglagt et landområde fra ham. Tirsdag 6. oktober ankom Becket til Northampton med et stort følge af munke, kapellaner, 40 skrivere, så vel som et militært følge. Hans logi var optaget af kongens følge, og kongen var taget på høgejagt, så Becket fandt i mellemtiden husly i et kloster. Onsdag 7. oktober red Becket til slottet tidligt om morgenen for at møde kongen. Han gik op ad trappen til kongens gemak og ville kysse ham til hilsen som sædvanligt, men blev afvist. Han bad om at få tildelt sit logi, og Henrik sagde ja til det, men da det kom til stykket, blev det kongelige følge der. Becket blev derfor boende i klosteret under hele sit ophold i Northampton. Han bad så om tilladelse til at rejse til Sens i Frankrig for å rådføre sig med paven. Det sagde kongen nej til: "Du skal først svare mig." De følgende dage blev Becket hårdt presset af kongen med anklager og krav om tilbagebetaling af store beløb han havde disponeret over som rigskansler. Tirsdag 13. oktober var retten dybt splittet. Kongen ønskede at få Becket dømt for underslæb og falsk regnskabsførelse, for forræderi ved at forhindre biskopperne i at fælde dom, samt for at appellere til paven uden kongelig tilladelse. Resten af tiden nægtede kongen at møde Becket ansigt til ansigt, måske af frygt ekskommunikation. Becket afventede udfaldet i et lille forværelse. Henrik sendte en delegation ned af baroner og biskopper for at høre, om Becket kunne fremlægge regnskabet, og om han var ansvarlig for appellen til paven. Becket blev siddende, men sagde, at han gjorde alt, hvad han kunne. Han understregede, at som ærkebiskop var han fritaget for verdslige forpligtelser. Baronerne var i færd med at tabe tålmodigheden og bad biskopperne om at adlyde kongen, mens andre foreslog, at Becket burde kastreres eller smides i et hul. Flere biskopper greb til tårer, mens Roger af Pont l’Eveque og Becket på et tidspunkt hævede hver sit kors mod hinanden som i en turnering. Til sidst blev biskopperne fritaget for at fælde dom, mens kongen indkaldte lensmænd og riddere til støtte for baronerne. Becket blev kendt skyldig, men det er ukendt, hvas dommen blev. Sandsynligvis blev han idømt livsvarigt fængsel. Han blev siddende under domsafsigelsen, og da Robert de Beaumont begyndte at læse den op, forbød Becket nogen at sige noget. Da Beaumont igen tog ordet, sprang Becket op og råbte: "Du har ingen ret til at dømme din ærkebiskop for en forbrydelse!"

### Seks år i landflygtighed
Samme nat flygtede Becket til hest i silende efterårsregn. 2. november 1164 tog han et skib til Frankrig og slog sig ned ved Sens, hvor begge parter fremlagde sagen for pave Alexander 3. I foråret 1166 kom Beckets første trusler mod kong Henrik om ekskommunikation, hvis han ikke indgik et forlig. Til pinse 1166 ekskommunikerede Becket en række af Henriks rådgivere, deriblandt biskop Gilbert af London og biskop Josceline de Bohon af Salisbury. Becket og kongen indgik forlig 22. juli 1170, men Becket vendte først tilbage til England i december samme år.

### Drabet
Juledag 1170 holdt Becket prædiken i Canterbury-katedralen, og viste sit sande sindelag ved at ekskommunikere endnu flere biskopper (deriblandt ærkebiskoppen af York, Edward Grim, som var til stede, da Becket blev dræbt nogle dage senere) med ordene: "Måtte de alle fordømmes af Jesus Kristus!" Kongen blev opbragt, da han hørte om Beckets udbrud fra præstestolen, og angivelig udbrød han: "Kan ingen dog befri mig for den balstyrige præst!"
Henrik opholdt sig på sit slot i Bures i Normandiet, hvor fire af hans riddere, Hugh de Morville, William de Tracy, Reginald FitzUrse og Richard le Breton, tog hans udbrud helt bogstaveligt. De rejste nu fra Normandiet til Canterbury for at tvinge Becket til at trække sine ekskommunikationer tilbage; og hvis det mislykkedes, tvinge ham med tilbage til Normandiet. Ifølge ærkebiskop Edward Grim af York og munken Gervase af Canterbury (som senere var med til at begrave Becket) satte de fire riddere deres våben under et træ uden for Canterbury-katedralen og gemte rustningerne under kappen, inden de gik ind i katedralen. De forklarede Becket, at han skulle med til Winchester for at indberette sine handlinger, men det nægtede han. Først da hentede de våbnene og kom tilbage. Med dragne sværd, mens munkene sang vesper, gik de hen til ham. Reginald FitzUrse begyndte at trække i ham, men Becket skubbede ham væk: "Rør mig ikke, Reginald! Du skylder mig troskab og underkastelse. Du og dine sammensvorne ter jer som gale folk!" Da huggede FitzUrse til med sit sværd, som skar det øverste af hovedet af Becket, der fik nok et hug mod hovedet, men holdt sig oprejst. Ved det tredje hug segnede han, og skal have sagt lavt: "I Jesu navn og under kirkens beskyttelse er jeg parat til at dø." Han fik et sidste slag, mens den fjerde ridder holdt folk på afstand og forhindrede deres indblanding.
Morderne flygtede nordpå til Knaresborough-slottet, hvor Hugh de Morville gav dem husly et års tid. Morville havde ejendom i Cumbria, hvor mændene kunne ligge i dækning, mens de forberedte sig på et længere ophold i Skotland. De blev ikke arresteret eller fik deres ejendomme konfiskeret, men kong Henrik undlod at hjælpe dem, da de bad ham om råd i august 1171. Pave Alexander 3. ekskommunikerede dem alle fire. De rejste da til Rom i håb om syndsforladelse og blev af pave Alexander beordret i tjeneste som riddere i det hellige land i fjorten år.

### Eftermæle
Becket blev straks hyldet som martyr og helgenkåret af paven i 1173. Beckets gravsted i Canterbury-katedralen blev Englands vigtigste pilgrimsmål, mens relikvier efter ham blev fordelt mellem kirker i hele Europa. Desværre blev gravstedet helt raseret under reformationen i 1540, da kong Henrik 8. sørgede for at få Beckets knogler ødelagt og fjernet, og al omtale af Becket blev slettet. I dag er en sten opstillet i katedralen, hvor han blev dræbt.

## Andet
Konflikten mellem kongen og biskoppen skildres i skuespillet Mordet i katedralen af T.S. Eliot, og i filmen Becket med Richard Burton i rollen som biskoppen og Peter O'Toole i rollen som kongen.
Sankt Thomaskirken på Filefjell i Norge var viet til Thomas Becket.

## Ekstern henvisning
- Wikimedia Commons har flere filer relateret til Thomas Becket